# 등명중학교
등명중학교(登明中學校)는 대한민국 서울특별시 강서구 등촌동에 있는 공립 중학교이다.

## 학교 연혁
- 1995년 1월 10일 : 학교 설립 인가
- 1995년 5월 6일 : 개교식
- 2009년 3월 1일 : 교육복지투자우선지역 학교로 선정
- 2022년 9월 1일 : 제12대 윤병선 교장 취임
- 2023년 2월 9일 : 제26회 졸업식(졸업생 243명)
- 2023년 3월 2일 : 입학식(신입생 199명)

## 참고 자료
- 등명중학교 - 한국교육학술정보원 학교알리미